# Atentado con casa bomba en El Dorado
El  Atentado con casa-bomba en El Dorado fue un ataque perpetrado por el frente 26 de la guerrilla de las Fuerzas Armadas Revolucionarias de Colombia - Ejército del Pueblo (FARC-EP) el 29 de enero de 2002 contra una compañía del Batallón Contraguerrilla N 53, adscrito a la brigada móvil Número 3, en el sitio conocido como La Cumbre en la vereda La Esperanza, jurisdicción del municipio de El Dorado en el occidente del Meta, Colombia.
El atentado efectuado con una poderosa carga de 2 toneladas de explosivos, dejó un saldo de 29 militares muertos y 9 heridos. Fue el mayor ataque de este tipo efectuado por las FARC-EP.

## Antecedentes
Es consonancia con la creciente escalada del conflicto y la campaña de secuestros emprendida contra líderes políticos de los partidos tradicionales, a partir del segundo semestre de 2001 la solución militar termina por imponerse contra la guerrilla de las FARC-EP, que responde a las operaciones lanzadas en su contra con una oleada de ataques.
El 9 de enero de 2002, el presidente Andrés Pastrana, en respuesta a la última embestida subversiva, declaró suspendido el proceso de paz con las FARC-EP y el día 12, previo rechazo de su demanda de que terminaran las medidas de control de su territorio mediante sobrevuelos, retenes militares en el perímetro exterior y restricciones a las visitas de extranjeros, les lanzó un ultimátum de 48 horas para que aclararan sus propuestas de cese de hostilidades antes de ordenar al Ejército Nacional la retoma de la zona de distensión. En el último momento, el 14 de enero el proceso de paz se libró del colapso al suscribir ambas partes un documento propiciado por la ONU y los países facilitadores en el que se declaraba que existían garantías para seguir negociando. 
Pero este logro in extremis sólo fue un espejismo. Las FARC-EP desatarían otra embestida terrorista contra civiles y militares a mediados de mes que dejó casi un centenar de víctimas fatales: el 18 de enero en curso de un operativo antinarcóticos perecieron 5 comandos jungla y un helicóptero fue destruido; el 19, una doble emboscada contra tropas del Batallón Pichincha en los Farallones de Cali se saldo con 15 muertos; y el 25 estalló una bicicleta bomba en el sur de Bogotá matando a 4 uniformados y 2 civiles.
En medio de estos acontecimientos, desde mediados del mes de enero los hombres de la Fuerza de Despliegue Rápido (Fudra) se hallaban en las inmediaciones de la zona de despeje, tras el lugar donde el frente 26 del Bloque Oriental de las FARC-EP guardaba la dinamita que estaba siendo empleada para los atentados terroristas cometidos en el centro del país.

## El atentado
Por fin, el martes 29 de enero de 2002, al mediodía, integrantes del Batallón Contraguerrilla N 53, de la brigada móvil Número 3, lograron obtener la información que buscaban. Varios campesinos les revelaron que había una enorme caleta ubicada en el sitio La Cumbre de vereda La Esperanza, jurisdicción del municipio de El Dorado en el occidente del Meta. Pero como se pudo establecer con posterioridad, todo se trataba de una trampa.El Batallón de Contra guerrilla 53 de la Brigada Móvil 3 compuesta por cuatro compañías iniciaron combates desde las 8:00 a. m., la compañía C al mando del Capitán Duarte Nelson entró en una emboscada, seguida por la compañía A al mando del Capitán Edinson Ducuara y la compañía D del capitán Rey Norman.
A La Cumbre, solo es posible llegar por vía aérea o a pie movilizándose desde el casco urbano de El Dorado por empinadas trochas que se encontraban minadas, según las advertencias de los campesinos.
No obstante, solo dos horas después, los uniformados llegaron a la montaña. Una vez en el lugar, una escuadra de diez soldados que encabezaba la columna, ingresó a la vivienda en la que descubrieron aproximadamente dos toneladas de explosivos. Aparentemente asegurada el área, uno de los militares llamó a los demás uniformados que aguardaban unos metros más atrás.
En el momento en que el grueso de la unidad se desplazó hacia la casa, la carga explosiva fue activada a control remoto. Eran las 3.20 de la tarde.
El estallido fue devastador y en el lugar del ataque quedó un cráter de unos 70 metros de diámetro y más de 3 metros de profundidad. Fue tan catastrófica la conflagración que hasta en el casco urbano de El Dorado, se escuchó “una explosión horrible que hizo estremecer a todo el pueblo”, según contó Irma Quiroga, una vendedora de chorizos. Un hongo de humo negro se levantó a gran altura, alcanzándose a divisar a varios kilómetros del lugar.
La explosión mató inmediatamente a 2 suboficiales y 27 soldados profesionales.  Sus cuerpos quedaron desintegrados, y diseminados por el área circundante de tal manera, que las tropas de refuerzo tardaron 3 días en recoger todos los restos. Según los testimonios de los lugareños, en la noche del martes, varios militares llegaron al municipio de El Dorado, compraron frascos de mayonesa, los desocuparon y los lavaron para recoger las pruebas que permitan a los forenses identificar a los compañeros desaparecidos.

## Personal asesinado y herido
- Asesinados: Sargento viceprimero Javier Muñoz Valdés, sargento segundo Nelson Pérez Buitrago, y los soldados profesionales John Orrego Carmona, Pablo Coy Fonseca, José Arias Arias, Roberto Rodríguez Valero, Francisco Rodríguez Rueda, John Castiblanco Sánchez, William Rico Mateus, Adrián Sánchez Rengifo, Luis Quevedo Liz, Wilmar Urrego Piedrahíta, Deivod Octavo Tique, Reison Ocampo Álvarez, John Ricardo Santos, Isauro Gómez Gómez, Alejandro Ubaldo Mosquera, Jaime Pineda Araque, Cleiser Palacios Palacios, Libardo Manjarres Cupitra, Benjamín Rubio, Carlos Reyes Herrera, Jesús Vaca Lucio, Víctor Manuel Bustos, Robinson Cerquera, Wilmer Arrieta Zúñiga, Hernán Restrepo Higuita, Vladimir Delgado Bermeo, y Andrés Ortega Pérez.[5]
- Resultaron heridos 9 uniformados: Capitán Edinson Ducuara Angarita, Cabos primeros Germán Bolívar Cañón y Argemiro Díaz Ramírez, así como los soldados Nelson Tapias Flórez y José Iván Loaiza. De otros 4 efectivos sus nombres no fueron proporcionados.[5]